# Люмьер (кинопремия, 1997)
2-я церемония вручения наград премии «Люмьер» за заслуги в области французского кинематографа за 1996 год состоялась 13 января 1997 года.

## Список лауреатов
- Лучший фильм :
  - Насмешка, режиссёр Патрис Леконт
- Лучший режиссёр :
  - Седрик Клапиш, Семейная атмосфера
- Лучшая актриса :
  - Фанни Ардан за роль в фильме Насмешка
- Лучший актёр :
  - Шарль Берлен за роль в фильме Насмешка
- Лучший сценарий :
  - Семейная атмосфера – Седрик Клапиш, Жан-Пьер Бакри и Аньес Жауи
- Лучший иностранный фильм :
  - Почтальон , режиссёр Майкл Рэдфорд